# Pjevaj moju pjesmu
Pjevaj moju pjesmu je hrvatska televizijska zabavno-glazbena emisija koja je s emitiranjem krenula 25. rujna 2011. Voditelj tog projekta je hrvatski televizijski voditelj i pjevač Miroslav Škoro. 25. svibnja 2012. na predstavljanju dijela jesenske sheme, glavni urednik HRT-a Bruno Kovačević potvrdio je da će se emisija vratiti i u drugoj sezoni.

## O emisiji

### Koncept emisije
Riječ je o pjevačkom game showu u kojem se natjecatelji iz 16 malih hrvatskih gradova natječe u četiri pjevačke igre. Dva grada natječu se po emisiji. Emisija se emitira uživo. Gradove predstavlja četiri ili pet iznimnih pjevačkih talenata - duet ili trio i dva solista. U emisiji natjecatelji izvode hrvatske hitove, a u igri "Pjevaj moju pjesmu" izvode hitove pjevačke zvijezde večeri.
Natjecatelji se natječu u četiri pjevačke igre: "To smo mi" u kojem se prvi izvođač predstavlja hitom bilo kojeg poznatog pjevača koji je rodom iz šire okolice grada koji se natječe, "Pjevaj moju pjesmu" u kojem kandidati izvode obradu pjesme pjevača-gosta, "Pjesnik" u kojem natjecatelji pokazuju svoj pjesnički talent, te na kraju "Juke-Box" gdje natjecatelji moraju otpjevati najveće hitove u različitim aranžmanima.
Pobjednika odlučuje žiri sastavljen od tri člana, kao i glasovi publike. Pobjednički natjecateljski tim odnose osvojeni novac u iznosu od 10.000 kuna u svoj grad i pomažu potrebitima prema svom izboru. Odlučuju hoće li darovati nagradu školi u svom mjestu, humanitarnoj udruzi, kulturnoj ili zdravstvenoj ustanovi itd.
U prvoj sezoni emisije natjecali su se sljedeći gradovi: Koprivnica, Biograd, Trogir, Gospić, Krk, Sisak, Varaždin, Buzet, Hvar, Korčula, Samobor, Cavtat, Sinj, Rovinj, Vinkovci i Senj. Audicije za emisiju u spomenutim gradovima su održane u lipnju 2011.

### Žiri i voditelj
Stalni članovi žirija u prvoj sezoni emisije su bili hrvatski producent i glazbeni urednik Siniša Škarica i hrvatska pjevačica Zorica Kondža. Treći član žirija je pjevač ili pjevačica koji/a je ujedno i zvijezda večeri. Raskošna glazbena produkcija i aranžmani poznatih hitova povjereni su Nikši Bratošu koji natjecateljima i zadaje zadatke.
Voditelj emisije je hrvatski pjevač i kantautor Miroslav Škoro koji također odrađuje pjevači zadatak unutar emisije. Dužnost mu je otpjevati hit potpuno drugačiji od žanra glazbe koji on izvodi.

### Raspored emitiranja
Emisija je svoju premijeru doživjela 25. rujna 2011. na prvom programu HRT-a u 17:50 sati. "Pjevaj moju pjesmu" emitirala se jednom tjedno. Prva sezona emisije završila je 8. siječnja 2012.

### Gledanost
Emisija je startala s prosječnom gledanošću od 6,37 % što je kasnije udvostručeno.

## Vanjske poveznice
- Službena stranica  Arhivirana inačica izvorne stranice od 2. svibnja 2010. (Wayback Machine)